# Hochfirst
Lo Hochfirst (ufficialmente, in tedesco: Hochfirstschanze) è un trampolino situato a Titisee-Neustadt, in Germania.

## Storia
Aperto nel 1932 e più volte ristrutturato, l'impianto ha ospitato varie tappe della Coppa del Mondo di salto con gli sci.

## Caratteristiche
Il trampolino lungo ha il punto K a 125 m; il primato di distanza appartiene allo sloveno Domen Prevc (148 m nel 2016), sebbene sia maggiore il primato ufficioso stabilito dal tedesco Maximilian Mechler nel 2011: 150 m.